# 哈勒爾斯維爾鎮區 (北卡羅萊納州赫德福德縣)
哈勒爾斯維爾鎮區（英語：Harrellsville Township）是位於美國北卡羅萊納州赫德福德縣的一個鎮區。

## 地方資料
哈勒爾斯維爾鎮區的面積為183.30平方千米，皆為陸地。根據2020年美國人口普查的數據，當地共有人口1110人，而人口密度為每平方千米6.06人。